# Бурилчево
Бурилчево (мкд. Бурилчево) је насеље у Северној Македонији, у источном делу државе. Бурилчево је у саставу општине Чешиново-Облешево.

## Географија
Бурилчево је смештено у источном делу Северне Македоније. Од најближег града, Кочана, насеље је удаљено 15 km југозападно.
Насеље Бурилчево се налази у историјској области Кочанско поље. Подручје северно од насеља је долинско и уз реку Брегалницу, па је добро обрађено. Јужно од насеља издижу се најсевернији огранци планине Плачковице. Надморска висина насеља је приближно 330 m. 
Месна клима је умерено континентална.

## Становништво
Бурилчево је према последњем попису из 2002. године имало 173 становника.
Претежно становништво у насељу су етнички Македонци (100%).
Већинска вероисповест месног становништва је православље.